# St. Jacques-Coomb's Cove
St. Jacques-Coomb's Cove est une localité de Terre-Neuve-et-Labrador. Située sur la côte sud de Terre-Neuve, au sud de la route 363.